# 1990 a vasúti közlekedésben
Ez a szócikk a 1990-ben történt vasúti eseményeket mutatja be.

## Magyarország

### Január
- 01.23. - Gyékényes: MÁV M62 4:52-kor a Gyékényes-Kavicsbánya bejárati jelzőjénél tartózkodó 80200 sz. tehervonatba 52 km/h sebességgel hátulról beleütközött a Csurgó felől érkező 80252 sz. tehervonat. Négy kocsi kisiklott, a mozdony alaposan összetört. A balesetet a térközőr okozta, ugyanis az Porrogszentkirálynál lévő térközjelzőt szabad elhaladást engedélyező állásba állította anélkül, hogy meggyőződött volna a 80200 sz. vonat beérkezéséről Gyékényes-Kavics-bánya állomásra. A pálya 10,30-kor szabadult fel, addig autóbuszokkal bonyolították a forgalmat. A Somogy expressz és a Szombathely pécsi gyors kerülő útirányon át közlekedett.

### Április
- 04.01. - Megszűnik a személyszállítás Keszőhidegkút-Gyönk - Tamási, illetve Dombóvár - Tamási között.

### Június
- 06.19. - Leninváros (ma Tiszaújváros): M44 A TVK Rt. bekötőútján, mely keresztezi a Leninváros - Tiszapalkonya közötti 89 sz. vasútvonalat, egy folyékony katalizátort szállító külföldi nyergesvontató a fénysorompó tilos jelzése ellenére a sínekre hajtott, az éppen elhaladó M44 elé. A mozdony elején utazó két vasúti dolgozó a helyszínen meghalt.
- 06.16. Kiskunfélegyháza: Bzmot 051 12:20-kor az E75-ős út kereszteződésében az állítólag nem működő fénysorompónál vonattal ütközött egy Szegedről Kiskunfélegyházára tartó, gyermekjátékokat szállító bolgár pótkocsis kamion. A motorkocsi kisiklott. A mozdonyvezető és rajta kívül hét utas 8 napon belül gyógyuló sérüléseket szenvedett. A kamionban kb. 150-, rakományában 80-, a vasúti szerelvényben 300-, a fénysorompóban 30 ezer forint kár keletkezett.

### Augusztus
- 08.14. - Dunaharaszti AS 139. sz. átjáró: V43 1165 0:56-kor a 73901 sz. vonat ütközött egy tehergépkocsival a Határ úti átjárón. Az előzőleg ellopott IFA gépkocsit a tolvajok a sínekre tolták és ott hagyták. Személyi sérülés nem történt de a mozdony szolgálatképtelenné vált és jelentős volt a forgalmi zavar is. A felsővezeték leszakadt, két oszlop kitört.

### Szeptember
- 09.06. - Kaszaháza: Bzmot 4:45-kor a Zalaegerszegről Zalalövőre tartó személyvonat második kocsijának ütközött a becsehelyi TSz. repcemagot szállító pótkocsis IFA teherautója. Vezetője valószínűleg elaludt. A motorkocsi kisiklott és a pályán keresztbe fordult, a vonat két másik kocsija csak kisiklott. Az elsodort IFA kidöntötte az egyik fénysorompó árbócot. Az anyagi kár kb. egy millió forint volt. A vonat egyetlen utasa és a teherautó vezetője könnyebben megsérült.

### Október
- 10.12. - Veszprém: M62 14 rakott kocsi futamodott meg az állomásról az alátétfák elhelyezésének elmulasztása miatt és ütközött az állomás felé tartó tehervonattal.
- 10.17. - Ercsi: V43 1174 22,30-kor kisiklott a 4228 sz. személyvonat mozdonya és öt kocsija az állomáson. Az első kocsi oldalra dőlt, egy tengelye leszakadt. 2 súlyos, 6 könnyű sérült. A siklás oka az előzőleg tolatás közben felvágott 14. sz. váltó ellenőrzésének elmulasztása volt.
- 10.31. - Tapolca VF.: M61 011 M40 215 7,46-kor az M40,215 psz. mozdonnyal Tapolca VF területén biztonsági határjelzőn belül horzsolódott, a vezetőfülke, a pályakotró és a jobb hátsó fékhenger megsérült.

### November
- 11.02. - Baja Kiskunhalas között: Munkagép ütközött gyorsvonatnak a 743-744 szelvények közötti átjáróban. A mozdony kisiklott, vezetője könnyű sérülést szenvedett. A járművekben kb. 3 millió Ft. kár keletkezett.